# Asya Tavano

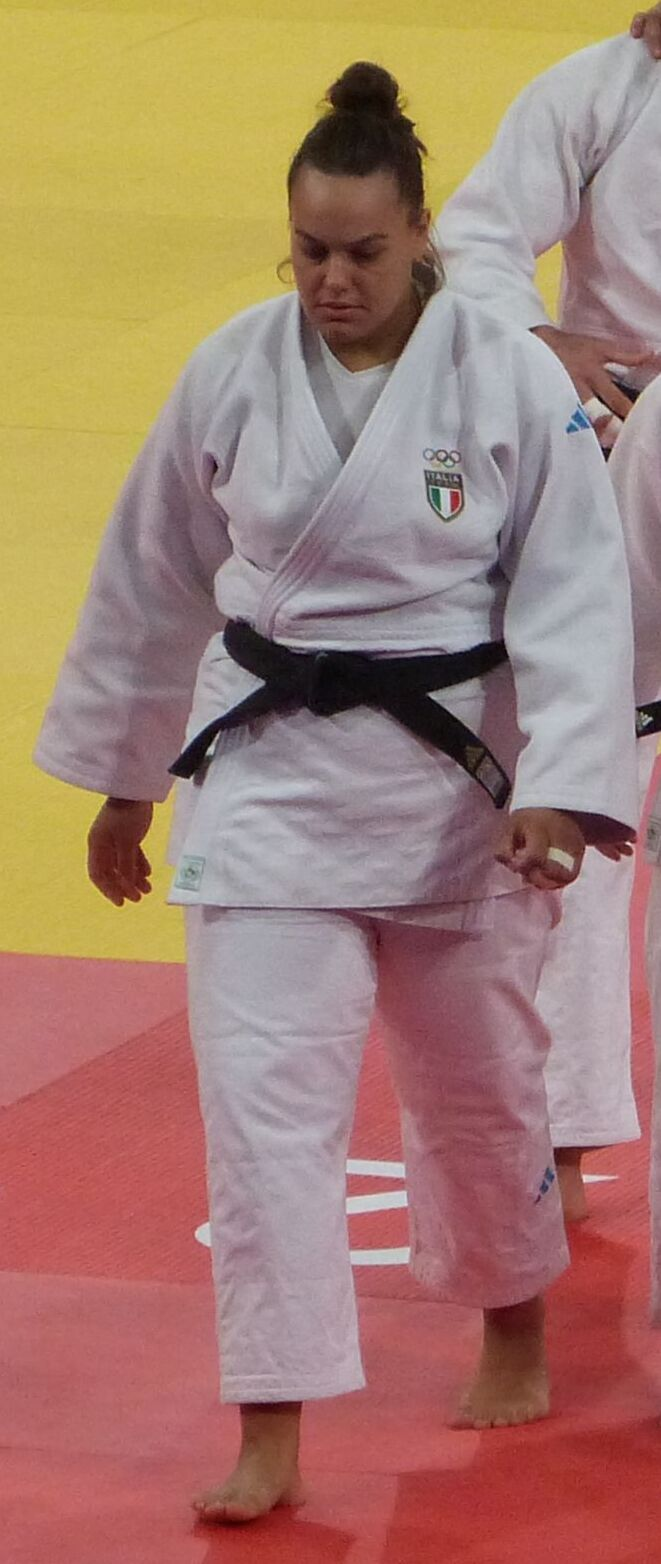
Asya Tavano bei den Olympischen Spielen 2024

Asya Tavano (* 6. Juni 2002 in Udine) ist eine italienische Judoka. Sie gewann bis 2024 zwei Bronzemedaillen bei Europameisterschaften.

## Sportliche Karriere
Asya Tavano kämpft im Schwergewicht, der Gewichtsklasse über 78 Kilogramm. Im Dezember 2021 wurde sie Italienische Meisterin. Bei den Europameisterschaften 2022 in Sofia unterlag sie im Halbfinale der Israelin Raz Hershko, erkämpfte aber dann eine Bronzemedaille. Bei den Mittelmeerspielen 2022 in Oran belegte sie den siebten Platz, nachdem sie im Viertelfinale gegen die Tunesierin Nihel Cheikh Rouhou verloren hatte. Bei den Juniorenweltmeisterschaften 2022 unterlag Tavano im Halbfinale der Türkin Hilal Öztürk und wurde Fünfte nach einer Niederlage gegen ihre Landsfrau Erica Simonetti. Einen Monat später erreichte Tavano das Finale der Junioreneuropameisterschaften, dort unterlag sie Hilal Öztürk.
Im Mai 2023 bei den Weltmeisterschaften in Doha verlor Tavano im Viertelfinale gegen die Chinesin Xu Shiyan und belegte letztlich den siebten Platz. Bei den Europameisterschaften in Montpellier unterlag Tavano im Halbfinale Raz Hershko. Mit einem Sieg über die Niederländerin Karen Stevenson sicherte sich Tavano wie im Vorjahr eine Bronzemedaille. Im Mai 2024 bei den Weltmeisterschaften in Abu Dhabi unterlag Tavano im Halbfinale der Türkin Kayra Özdemir. Den Kampf um eine Bronzemedaille verlor sie gegen die Südkoreanerin Kim Ha-yun. Bei den Olympischen Spielen schied Tavano in der ersten Runde gegen die Serbin Milica Žabić aus.